# Dysdera gomerensis
Dysdera gomerensis là một loài nhện trong họ Dysderidae.
Loài này thuộc chi Dysdera. Dysdera gomerensis được Embrik Strand miêu tả năm 1911.